# Peggy Norman
Peggy Norman (auch Ibolya Székely und Peggy Norman-Székely; * 18. September 1911 als Ibolya Spiegel in Budapest; † 22. Dezember 1960 in London) war eine ungarische Filmschauspielerin.

## Leben und Wirken
Die Tochter des Kellners József Spiegel und seiner Frau Antónia, geb. Normann, besuchte ein Gymnasium und erhielt anschließend Schauspielunterricht. 1926 holte sie der ungarische Regisseur Béla Gaál für seinen Film Rongyosok erstmals vor die Kamera, sie spielte meist höhere Töchter. Bald schon erlangte sie internationale Bekanntheit. 1927 hatte sie mit Hanns Schwarz erstmals Kontakt zu einem deutschsprachigen Regisseur. Im Jahr darauf ging sie nach Berlin, um Gesang zu studieren. Nebenbei setzte sie ihre Filmkarriere fort, zunächst mit Géza von Bolvárys Romanze Der fesche Husar. Es folgten die Filme Das Haus ohne Männer mit Ossi Oswalda und Mutterliebe mit Henny Porten. Im Film Die Konkurrenz platzt (1929) trat sie erstmals unter ihrem Künstlernamen Peggy Norman auf, den sie als Reminiszenz an den Geburtsnamen ihrer Mutter wählte und bis zum Ende ihrer Karriere beibehielt. Der Wechsel zum Tonfilm gelang ihr problemlos, sie erhielt nun bedeutendere Rollen. Zu ihren bekanntesten Filmen zählt Der Zinker, die Frühverfilmung des gleichnamigen Romans von Edgar Wallace, in dem sie die Hauptrolle spielt. Ihr letzter Film war Der Herr Finanzdirektor.
Wegen eines beginnenden Nierenleidens musste Peggy Norman beruflich bereits vor der nationalsozialistischen Machtergreifung kürzertreten, im Dritten Reich war ihr Karriereende aufgrund ihres jüdischen Familienhintergrunds dann endgültig besiegelt. Sie kehrte zunächst zu ihrer Mutter nach Ungarn zurück, emigrierte aber um 1938 nach England und heiratete dort 1940 Fritz Wendhausen, den Regisseur ihres Films Die Königin einer Nacht. Sie starb nach langer Krankheit 1960 in London. Ihr Nachlass kam nach dem Tod ihres Ehemanns 1962 in den Besitz von Andor Kraszna-Krausz.

## Filmografie
- 1926: Rongyosok
- 1927: A csodadoktor
- 1927: Átok vára
- 1927: Die Czardasfürstin
- 1928: Der fesche Husar
- 1928: Das Haus ohne Männer
- 1928: Im Anfang war das Wort
- 1929: Mutterliebe
- 1929: Frauen am Abgrund
- 1929: Die Konkurrenz platzt!
- 1930: Donauwalzer
- 1930: Der Witwenball
- 1930: Auf Leben und Tod
- 1931: Die Königin einer Nacht
- 1931: Der Zinker
- 1931: Der Herr Finanzdirektor